# 사나다씨
사나다 씨(일본어: 真田氏 사나다시[*])는 시나노국의 호족으로 흥한 씨족이다.

## 같이 보기
- 마쓰시로번
- 우에다 번
- 누마타번
- 사나다마루
- 사나다마루 (드라마)